# Gloeospermum sphaerocarpum
Gloeospermum sphaerocarpum là một loài thực vật có hoa trong họ Hoa tím. Loài này được Triana & Planch. mô tả khoa học đầu tiên năm 1862.